# Dorottya (eposz)
A Dorottya, vagyis a dámák diadalma a fársángon – furcsa vitézi versezet négy könyvben című komikus eposzt Csokonai Vitéz Mihály írta 1798–1799 telén. Először 1804-ben jelent meg kb. félezer példányban, Nagyváradon. Később 1808-ban és 1817-ben adták ki Bécsben, gyűjteményes kiadványok keretében. Az azóta eltelt évszázadokban több tucat megjelenése ismert.
A szerző felhasználja a klasszikus eposz kellékeit vidám, ugyanakkor tanulságos történetének előadásához. A négy könyv egy farsangi bál napját mutatja be szakaszokra bontva. Az első könyv az ebédig történteket mondja el: a vendégsereg gyülekezik, készülődik a mulatságra. A második könyvben az estéig történtek olvashatók: Dorottya, az idős, csúnyácska és fogatlan hajadon a gúny tárgyává válik. A harmadik könyvben, éjfél előtt Dorottya bosszút áll a gúnyolódókon, és kitör a csetepaté. A negyedik könyv az éjfél utáni eseményeket meséli el: a hadakozás után kibékülnek a vendégek, Dorottya megszépül és férjhez megy.
Vos etenim, iuvenes, animos geritis muliebres:

Illa virago viri - -

## Keletkezése

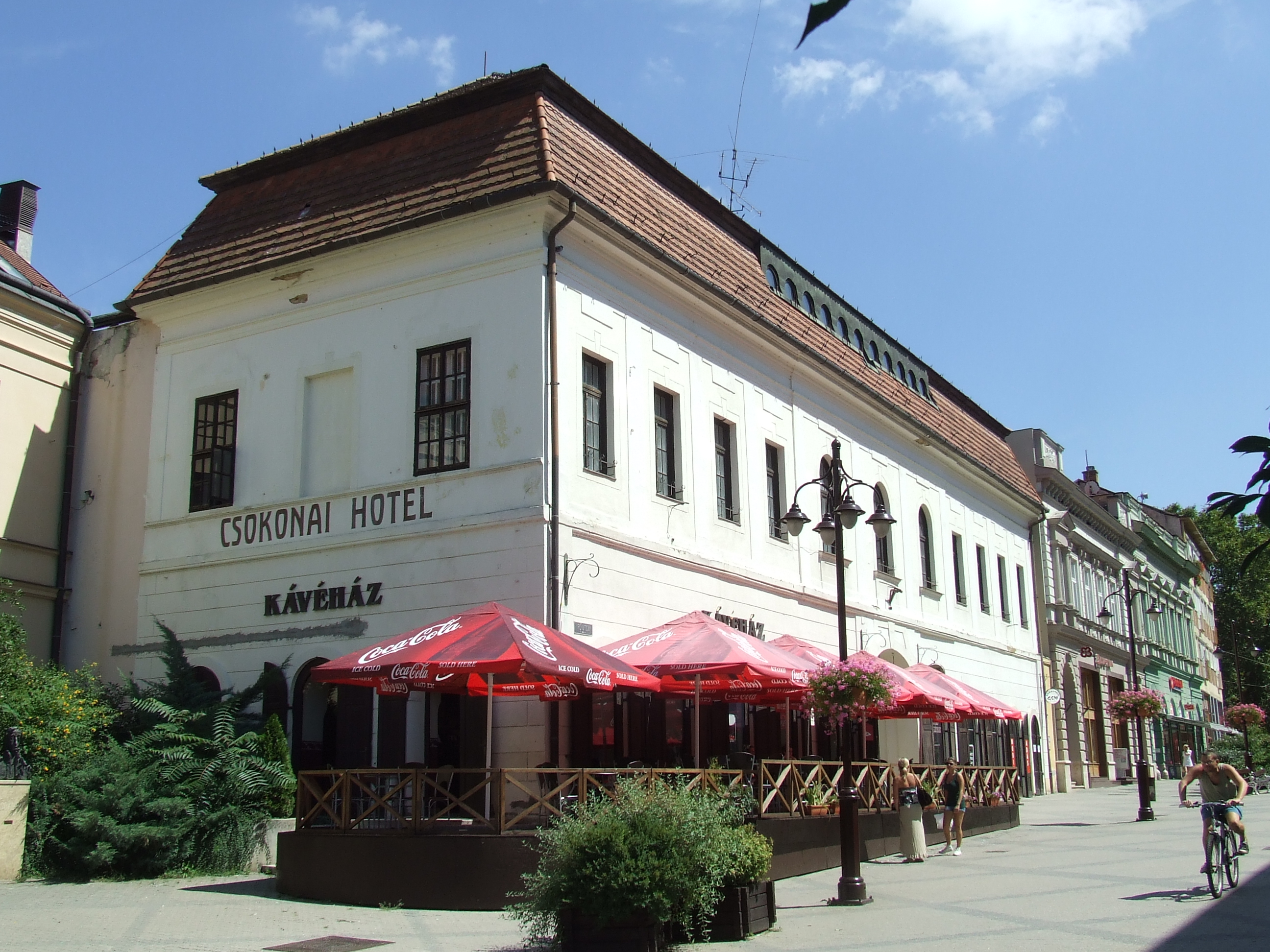
A Dorottya-ház Kaposváron

A vígeposz 1798 telén keletkezhetett, a költő somogyi tartózkodása idején. Erről maga Csokonai tudósít a mű elején található Előbeszédben. A Somogy vármegyei „vidám házaknál” tett baráti látogatások alkalmával állandóan szóba került a „fársáng” rövidsége. A hölgytársaságokban látott „modellek” is sarkallhatták a Dorottya megírására.

## Történet
|  | Alább a cselekmény részletei következnek! |

- Elöljáró beszédje az előbeszédnek

Csokonai tréfásan szól az előszók hiábavalóságáról, és megindokolja, hogy mégis miért írta meg az Előbeszédet.
- Előbeszéd

Megemlíti, hogy a komikus eposz műfajával előtte magyar nyelven senki sem próbálkozott. A bevezetőből szereplők, az időpont és a helyszín kiválasztásának szempontjai ismerhetők meg, valamint az alcím részletes magyarázata. A szerző első próbálkozásának tartja művét, és hangsúlyozza, hogy jobban szeret középszerű költő lenni, mint első rangú fordító.
(„Írám Debrecenben, Febr. 6-ik napján, 1803.”)
- Első könyv

A költő a finom borhoz fohászkodott, hogy legyen elég fantáziája elmondani a történetet. Budáról elindult Carnevál, hogy összeírja, Magyarországon kik mentek férjhez, kik leányok még, és kik özvegyasszonyok. Amikor Somogyba érkezett, Kaposban, Eszterházy herceg kastélyában szállt meg a seregével. A sok később érkező vendég között vénkisasszonyok is akadtak. A bálteremben politikáról, paripákról, pipákról, a drágaságról beszélgettek. Zene, étel-ital várta a vendégeket, majd a viccekre, adomákra is sor került. Carnevál üdvözölte a menyecskéket, majd Hymen előhozta a matrikulát (anyakönyvet), hogy abba bejegyezzék az elmúlt időkben férjhez ment hölgyek nevét. A herceg felsorolta azok nevét is, akiknek még nem kötötték be a fejét, a matrónák morgolódtak emiatt.
- Második könyv

Folytatódott a mulatság, az első tánc a most kézfogójukat ünneplőknek járt, őket az új házasok követték. Sokféle táncot végigpróbálnak, míg lassú verbunkosra került a sor. Tréfából Dorottyának is akadt táncosa, Bordács uram személyében. A vén dáma táncán a társaság jót mulatott. Hamarosan a terített asztalé lett ismét a főszerep, de előtte még a vendégsereg játékkal múlatta az időt: elsősorban a vénlányok bosszantásában lelték örömüket. Éris, a viszály és veszekedés gonosz istennője is megjelent a bálozók között, Dorottyát szemelte ki a háborúság kirobbantására. Egy kráfli (fánk) formájában lenyelette magát a vénkisasszonnyal. Dorottya ettől kezdve folyamatosan kesergett, panaszkodott, haragvó, mérgelődő fúriává vált. Bosszút forralt Carnevál és az ifjak ellen. Hogy a terve sikerrel járjon, Ámornak meghökkentő áldozatot tett.
- Harmadik könyv

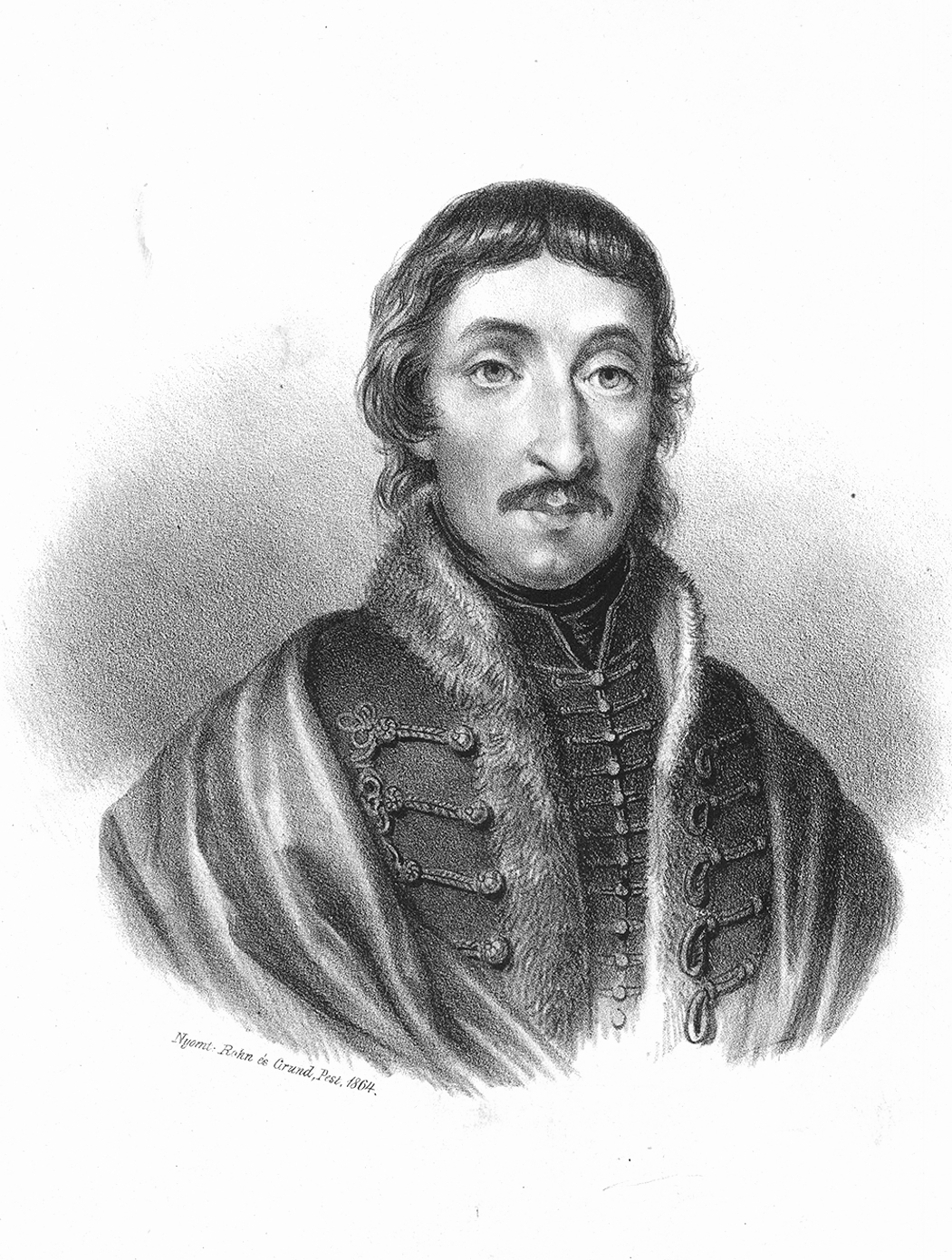
A szerző: Csokonai Vitéz Mihály

A vendégkoszorú felettébb jól érezte magát: a dámák és az urak szerte a palotában játszottak, tréfáltak, táncoltak, vigadtak. Egyedül Dorottya lelkében kavarogtak morc indulatok. Az öreg kisasszony szövetséget kötött négy hasonló életkorú és érzelmű vénséggel: Adelgundával, Orsolyával, Rebekával és Mártával. Később még több hölgy csatlakozott az elégedetlenkedőkhöz. A viszály istennője újabb csalafintaságon törte a fejét: a zenekarban a bőgős helyét alattomban elfoglalta, bűbájos zenéje sokakat elkábított, táncra csábított. Az amazonok követet küldtek a gavallérokhoz, Carnevál és a matrikula kiadását követelték. A férfiak persze nem teljesítették a követeléseket, ezért a csetepaté elkerülhetetlené vált. Dorottya túlerőben lévő asszonyhada elfogta Carnevált, ezután a harc a Hymen kezében lévő anyakönyvért folyt. A csatatéren megjelent Ámor is, aki kibékítette a párok egy részét: Johannát Ecse urammal, Belindát Bordáccsal, Chlórist Vincével. A többiek azonban még nem hagytak fel a küzdelemmel, ám ekkor Opor egy csalafinta ötlettel állt elő. Kihirdette, hogy a nőtlen férfiak jóvátétel gyanánt még aznap elvesznek feleségül egy kisasszonyt. Ő maga az első neki csókot adó hölgyet viszi oltár elé. Megbomlott erre a lányok hada, a Dorottyát baldakinon (magas díványon) tartó szüzek is elfutottak, a vénlány lezuhant, szinte kezét-lábát törte.
- Negyedik könyv

Oport az ifjak eleven sáncként vették körül, így egy leányzó sem érte el, mire a hölgyek sírtak haragjukban. A megsérült Dorottyát társai az egyik oldalszobába vitték, hogy bekötözzék a sebeit, a vénlány itt elsorolta a végrendeletét. Rebeka közben rendbe szedte a szétszéledt nőcsapatot, majd megjelent a fogoly Fársánggal és az elkobzott matrikulával. A dámák törvényszéke Carnevált kiherélésre, az anyakönyvet meg elégetésre ítélte. Egy szolgálólány vaklármája azonban alkalmat teremtett a férfi szökésére. A cselédek között is folyt a csetepaté, ott is csépelték a legényeket. Lassan csitulni kezdtek a kedélyek, a békesség egy szóbeszéd miatt mégsem valósult meg. Újra fellángolt a háborúság, a végső ütközetet azonban másnapra halasztották. Hajnalban megjelent Citére, és megvigasztalta a pártában maradtakat. Más csoda is történt a korai órákban: a Gráciák Dorottyát csodaszéppé varázsolták, aki lemondott a fővezérségről, és Oporral, a legderekabb férfiúval egybekelt.
|  | Itt a vége a cselekmény részletezésének! |

## Szereplők
| Hölgyek                                     | Urak                                |
| ------------------------------------------- | ----------------------------------- |
| Dorottya, harcos vénkisasszony              | Opor, a gavallérok fővezére         |
| Adelgunda                                   | Carnevál (vagy Fársáng)             |
| Rebeka, az asszonyi sereg nagy hangú vezére | Hymen, kellemes termetű fiatalember |
| Orsolya                                     | Bongorfi                            |
| Cserházyné                                  | Cserházy                            |
| virgonc Belinda                             | Bordács uram                        |
| Johanna                                     | Ecse uram                           |
| szép szemű Chlóris                          | deli Vince                          |
| Márta                                       |                                     |

Istenek
- Ámor
- Éris
- Citére
- Gráciák

## Műfaji előzmények
„Legelőkelőbb minta”ként Alexander Pope: Fürtrablása szolgált Csokonai számára. Másik hasonló komikus vígeposz Alessandro Tassoni: Elcserélt veder című alkotása.

## Stílusa

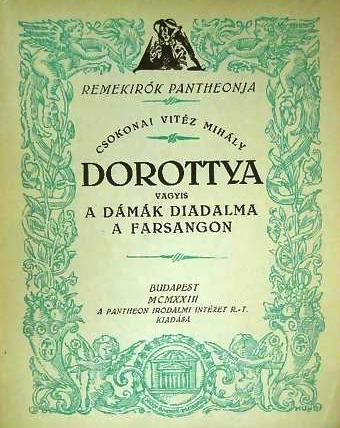
A Dorottya vígeposz 1923-as kiadásának könyvborítója

Az eposz az egész emberiségre vagy egy nemzet életére kiható fontos eseményt dolgoz fel rendkívüli képességekkel megáldott szereplőkkel. A komikus eposz éppen ezt a tárgyat teszi nevetségessé. Csokonai kisszerű történetet mond el, hétköznapi, esendő, csetlő-botló szereplőkkel, akiknek megjelenése, viselkedése nevetséges hatást kelt (pl. Dorottya, Orsolya, Rebeka, Adelgunda). A szerző gyakran teremt olyan szituációkat, melyek a komikum forrásai (pl. a csatajelenetek, vagy amikor Belinda megadja magát Bordácsnak: „Tudván, édes iga nyögni őalatta”). Több helyen a költő finoman tréfálkozik (pl. amikor az asszonyok szépítkezéséről ír), de olyan is akad, amikor pajzán hangon szól, sőt előfordul, amikor nyers humor jellemzi az írását (pl. Dorottyát tánc közben vasorrú bábának láttatja). A szatíra sem hiányzik az eszköztárából. Kicsúfolja az idegen szokások, viselet utánzását, a külföldi táncok majmolását, elítéli a felelőtlen pazarlást.
Miért nem táncol magyart az ánglus, francia?

Csak a magyarnak kell más nemzet módija?

Így vesztjük hazánkat a magunk kárával,

Külső tánccal, nyelvvel, szokással, ruhával.
A Dorottya Homérosz Íliászának eposzi kellékeit veszi mintául:
- Témamegjelölés: „Éneklem a Fársáng napjait s Dorottyát, / Ki látván a dámák bajos állapotját, / Carnevál s az ifjak ellen feltámada, S diadalmat is nyert pártára únt hada.”[7]
- Segítségkérés: a költő a fantáziadús múzsát és a jó habzó bort hívja segítségül, hogy dalolni tudjon.[7]
- Seregszemle: a szerző a vigalomra érkezőket és a harc kezdetekor az asszonyi hadat részletesen bemutatja.[7]
- Isteni beavatkozás: pl. Éris viszálykeltése farsangi fánk formájában,[7] vagy amikor a Gráciák Dorottyát csodaszéppé varázsolták.
- Csodás elemek: pl. a költő Pegazus hátáról figyeli a karneváli népet; a viszály istennője a zenekarban a bőgős helyére lépett, bűbájos, kábító zenéje sokakat táncra csábított.[7]
- Hosszú verssorok: a 12 szótagos páros rímű magyaros verselés megfelelő forma az epikus történetmeséléshez, leíráshoz, részletezéshez.[7]

## Verselése, rímei
A mű formájában nem követi az eposzi hagyományokat. Hexameter helyett magyaros verselésű felező 12-est használ. A sorvégeken páros rímek találhatók.
Nem kellett hosszason hívni ám őkemét;

Felszedi a székről elpetyhűdt tetemét.

Ürög-forog, tipeg, lóbálja a kócot,

Mellyből görcs farának csinált vala pócot.

## Vélemények, kritikák
1. „A szatíra nyögve nyelő orvosság. Mézbe vagy mazsolába kell béadni, Édes Ur: osztán csak azokat kell kigunyolni, akik megérdemlik: de az Ur leginkább csak az öregek gyengeségeit gunyolja, amellyel ugy látszik, mintha ki akarná őket pirongatni az emberek társaságából. Mi is megvénülhetünk még, Édes Ur.” (Fazekas Mihály tréfás kritikája)[8][9]
2. „Komikus eposza, a Dorottya, bár a legelőkelőbb minta után, Pope lord gazdag Fürtrablása után indul, csak azokban a részekben sikerült, ahol a debreceni diák megereszti csúfondáros nyelvét, mint az aggszüzek fonnyadt bájainak leírásánál vagy Dorottya áldozatánál.” (Szerb Antal: Magyar irodalomtörténet (Magvető Könyvkiadó, 1992, 249. oldal)
3. „A Dorottya [...] egy szerelemre éhes vénlány és a farsang hercegének mesés, fantasztikus, álomszerű, és ugyanakkor nagyon is valóságos, kíméletlenül csúfondáros története. [...] A Dorottya remekmű, ... [...] Csokonai hahotázik, hogy ne sírjon. Kegyetlen komédiát csinál, hogy a hangos vigalommal elűzze az ólálkodó pusztulás árnyait, amelyek ott köröznek körülötte. Beleveti magát az álarcos forgatagba, hogy feledje Lillát, feledje kudarcait, megalázó házalásait, az ostoba fajankók ítéletét, akik akkor is semmirekellőnek, léhűtő csepűrágónak tartották, ha nevettek mutatványain.” (Horgas Béla: Csokonai Vitéz Mihály (41-45. oldal)
4. „A Dorottya nagy értéke a bővérű realizmus, mely minduntalan átüt a burleszk mezen, és a rokokó-mitológia pusztán díszül szánt könnyű leplén. A Dorottyából hitelesen rekonstruálni lehetne a korabeli nemesség szokásait, életstílusát, gondolkodásmódját, jellemző alakjait.” (A felvilágosodás és a népiesség találkozása – Lillától a Halotti versekig A magyar irodalom története 1772-től 1849-ig)

## Emlékezete
- Kaposváron a Fő utca 1. szám alatt található a 18. században épült barokk stílusú ház, melyben a századvég idején nagy ünnepségeket szoktak tartani. Csokonai eposza valószínűleg ebben az épületben játszódik. Ebből eredően kapta az épület később a Dorottya-ház nevet.

- A Dorottya-ház külső falán található Gera Katalin domborműve, mely a vígeposznak állít emléket.

- A Dorottya-ház mellett található Fritz János Csokonai mellszobra, melyet 1977-ben adtak át.

- A kaposvári Széchenyi tér 8. szám alatt található az 1910-1911-ben épült szecessziós ház, mely eredetileg szálloda volt, napjainkban csak a felső rész működik szállodaként, az alsó rész pedig üzleteknek ad teret. 1978-ban az épületet átnevezték Dorottya üzletházzá, a szállodai részt pedig Hotel Dorottyává.

- Kaposváron az 1960-as évek óta kerül rendszeresen megrendezésre a Dorottya Farsangi Napok című programsorozat, melynek keretében megidézik Csokonait és művét, Ilyenkor a Kaposvári Csiky Gergely Színház színművészei beöltöznek a mű szereplőinek és eljátsszák a cselekményt. Dorottya szerepét több neves színművész is eljátszotta többek között: Csákányi Eszter és Sarkadi Kiss János.

## Tévéfilm
Csokonai Vitéz Mihály művéből a Magyar Televízió 1973-ban 73 perces színes tévéjátékot készített Horváth Jenő rendezésében, a címszerepet Gobbi Hilda játszotta.

## Diafilm
A Magyar Diafilmgyártó Vállalat Dorottya címen 1952-ben és 1956-ban fekete-fehér diafilmen feldolgozta Csokonai művét (eredeti azonosító: MF 6001). A rajzokat Hont-Varsányi Ferenc készítette, a szemelvényeket Hárs László válogatta.